# Ikuzó Saitó
Ikuzó Saitó (japonsky 斎藤 育造, Saitó Ikuzó; * 11. srpna 1960) je bývalý japonský reprezentant v zápase, pocházející z Macusaky v prefektuře Mie. Dvakrát reprezentoval Japonsko na letních olympijských hrách v zápase řecko-římském. V roce 1984 v Los Angeles vybojoval ve váhové kategorii do 48 kg bronzovou olympijskou medaili, o čtyři roky později v Soulu vypadl ve druhém kole. V roce 1986 vybojoval bronzovou medaili na Asijských hrách.